# Penstowe Castle
Penstowe Castle är ett slott i Storbritannien.   Det ligger i grevskapet Cornwall och riksdelen England, i den södra delen av landet, 300 km väster om huvudstaden London. Penstowe Castle ligger 115 meter över havet.
Terrängen runt Penstowe Castle är lite kuperad. Havet är nära Penstowe Castle västerut. Runt Penstowe Castle är det ganska tätbefolkat, med 67 invånare per kvadratkilometer. Närmaste större samhälle är Bude, 6,6 km sydväst om Penstowe Castle. Trakten runt Penstowe Castle består i huvudsak av gräsmarker.